# Fonti del Poggiolo
Le fonti del Poggiolo sono una fontana pubblica di Arcidosso.
Pensata come un tempietto in ghisa a pianta ottagonale, posato sopra un basamento in marmo di Caldana, la fontana può essere annoverata tra prime opere neogotiche della Toscana.

## Storia
La fontana, progettata da Francesco Leoni, venne realizzata nel 1833 nelle fonderie di Follonica nell'ambito di quel processo di ammodernamento industriale voluto dalle autorità granducali.
Originariamente collocata in piazza Dante a Grosseto, la fontana fu rimossa nel 1846 a seguito dei lavori di rifacimento della piazza a opera dell'ingegnere Angiolo Cianferoni, che si conclusero con il posizionamento del monumento scultoreo dedicato al granduca Leopoldo II di Toscana. Per interessamento della comunità locale, si ottenne di poterla trasferire ad Arcidosso dove, entro il 1848, fu rimontata su un terreno ceduto dalla famiglia Becchini.